# Oscar Goerke
Oscar A. Goerke, Jr. (* 10. Januar 1883 in Brooklyn, New York City; † 12. Dezember 1934 in Maplewood, New Jersey) war ein US-amerikanischer Radrennfahrer.

## Werdegang
Oscar Goerke, der für den National Athletic Club aus seiner Heimat Brooklyn startete, trat bei den Olympischen Spielen 1904 in St. Louis für die Vereinigten Staaten in allen sieben Radsportwettbewerben an, in denen Medaillen vergeben wurden. Über 2 Meilen wurde er auf dem Francis Field mit 4 Fuß Rückstand auf den Sieger Burton Downing im Schlusssprint Zweiter und gewann die Silbermedaille. In den Rennen über ¼ Meile und über 1 Meile wurde Goerke jeweils Vierter, über ⅓ Meile schied er im Vorlauf aus und über 5 sowie 25 Meilen erreichte er nicht das Ziel.